# Ceratitis paradumeti
Ceratitis paradumeti är en tvåvingeart som beskrevs av Meyer 1998. Ceratitis paradumeti ingår i släktet Ceratitis och familjen borrflugor. Inga underarter finns listade i Catalogue of Life.